# Valle del Belice

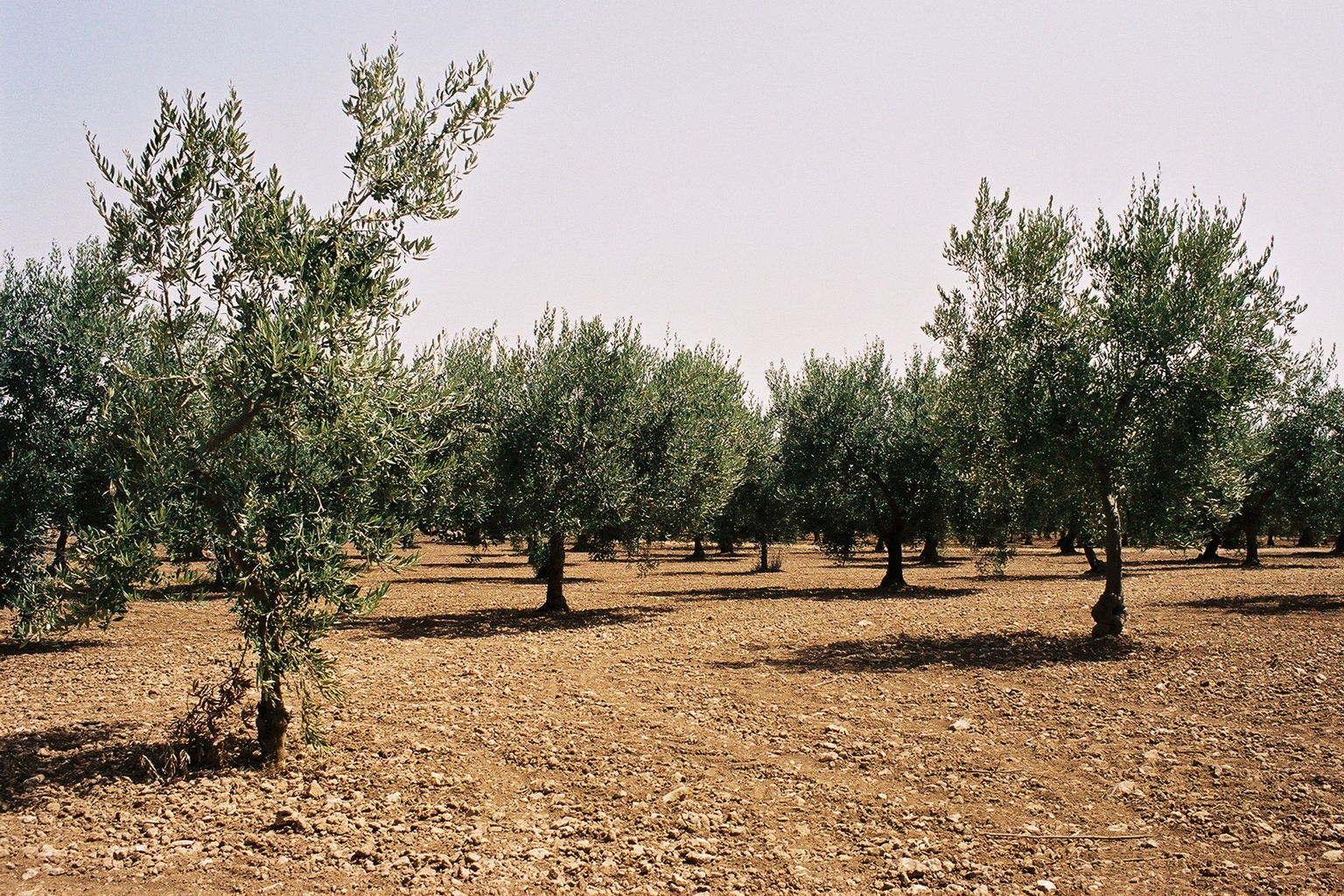
Valle del Belice

Valle del Belice es una indicación geográfica italiana con denominación de origen protegida para los aceites de oliva vírgenes extra que, reuniendo las características definidas en su reglamento, hayan cumplido con todos los requisitos exigidos en el mismo. 
Obtuvo el reconocimiento nacional con el DM 29 de septiembre de 1998 publicado en la Gazzetta Ufficiale n. 250 del 26 de octubre de 1998 y el registro europeo con el reglamento CE n. 2325/97 publicado en la Diario Oficial de la Unión Europea L322/97 del 2 de julio de 1997.

## Zona de producción
La zona de producción de los aceites de oliva amparados por la Denominación de Origen Valle del Belice está constituida por terrenos ubicados en las siguientes comunas de la provincia de Trapani: Gibellina, Poggioreale, Partanna, Castelvetrano, Campobello y Salemi.